# William González (schermidore)
William González Taborda (28 agosto 1970) è un ex schermidore colombiano.

## Palmarès
In carriera ha conseguito i seguenti risultati:
- Giochi Panamericani:

L'Avana 1991: argento nella spada a squadre.
Mar del Plata 1995: bronzo nella spada a squadre.
Winnipeg 1999: bronzo nella spada a squadre.